# Obmyšlený
Obmyšlený je pojem jednak z pojišťovnictví, kde označuje příjemce plnění, pokud jím není pojištěný (typicky při životním pojištění) a jednak z oblasti správy cizího majetku, kde označuje beneficienta, někoho, kdo má prospěch z majetku, který spravuje jiný.

## Pojištění
V pojišťovnictví je obmyšlený termín, který označuje osobu, která není pojištěným, a přesto je oprávněná k příjmu pojistného plnění. Je obvykle uvedena v pojistné smlouvě životního pojištění. Obmyšlený může být v pojistné smlouvě výslovně uveden nebo může být uveden pouze formou příbuzenského vztahu např. syn nebo manželka. Není-li obmyšlený v pojistné smlouvě přímo uveden, je určen zákonem. Obmyšlených osob může být v pojistné smlouvě uvedeno více a pojistník může dokonce stanovit i poměr, jakým si obmyšlené osoby rozdělí případný příjem pojistného plnění.
Například pojistná smlouva pro případ smrti pojištěného uvádí někoho z pozůstalých, jenž má nárok na příjem pojistného plnění – tato osoba se označuje jako obmyšlený.

## Správa cizího majetku
Pokud jde o správu majetku, obmyšlený je ten, komu plyne prospěch (komu je plněno) ze svěřenského fondu. Kdo se obmyšleným stane, o tom rozhodl zakladatel ve statutu svěřenského fondu, nebo kdo se jím stane z tohoto statutu nějak vyplývá, například je stanoveno kdo a jak o tom rozhodne. Status může také stanovovat nějaké podmínky pro to, aby obmyšlený z fondu čerpal plnění. Obmyšlený může nad činností fondu vykonávat dohled.
Tato právní úprava platí od 1. ledna 2014.